# Nyctiophylax angarensis
Nyctiophylax angarensis är en nattsländeart som beskrevs av Martynov 1910. Nyctiophylax angarensis ingår i släktet Nyctiophylax och familjen fångstnätnattsländor. Inga underarter finns listade i Catalogue of Life.